# Ni Xialian
Ni Xialian (chiń. 倪夏莲; ur. 4 lipca 1963 w Szanghaju) – luksemburska tenisistka stołowa pochodzenia chińskiego, dwukrotna mistrzyni świata (w barwach Chin), trzykrotna mistrzyni Europy.
Czterokrotnie zdobywała dla Chin medale w mistrzostwach świata. Wielką formą błysnęła podczas mistrzostw w Tokio (1983) gdzie zdobyła trzy medale: dwa złota (w grze mieszanej w parze z Guo Yuehua i drużynowo), brąz w grze podwójnej, a ponadto osiągnęła ćwierćfinał w grze pojedynczej. Po zmianie obywatelstwa nie zdobyła już medalu mistrzostw świata.
Startując w mistrzostwach Europy pięciokrotnie zdobywała medale. Dwukrotnie (1998, 2002) zwyciężała w grze pojedynczej i jeden raz w grze mieszanej (w parze z Lucjanem Błaszczykiem) w 2002 roku.
Trzykrotna zwyciężczyni prestiżowego turnieju Europa Top 12 w latach 1986–1988.
Startowała sześciokrotnie (2000, 2008, 2012, 2016, 2020, 2024) bez sukcesów w igrzyskach olimpijskich i mistrzostwach świata, gdzie najlepszy wynik osiągnęła w Tokio (1983) przegrywając w ćwierćfinale w grze mieszanej i dwukrotnie zdobywając 4. miejsce drużynowo (1985, 1987).